# Xanthoparmelia squamatica
Xanthoparmelia squamatica är en lavart som beskrevs av Elix & T. H. Nash. Xanthoparmelia squamatica ingår i släktet Xanthoparmelia och familjen Parmeliaceae.   Inga underarter finns listade i Catalogue of Life.